# Sinfonia (Riisager)
Sinfonia is de derde symfonie van Knudåge Riisager.
De eerste en tweede symfonie brachten niet het te verwachten succes van een symfonie. Ze verdwenen weer snel naar de achtergrond. Toch had Riisager het genre nog niet geheel uitgeput en kwam in 1935 met zijn derde, doch die kreeg geen nummering meer mee. In Sinfonia hield Riisager zich (wederom) niet aan de opzet van de klassieke symfonie. Daar waar de klassieke symfonie meestal uit vier delen bestaat, schreef de Deen er drie. Ook het langzame uitdiepende deel mist, want de symfonie bestaat uit drie delen met (relatief) snelle tempo-aanduidingen:
1. Feroce
2. Violente e fantastico
3. Tumultuoso

Wat het wel gemeenschappelijk met de klassieke symfonie is op, is dat de thematiek binnen de drie delen herhaald wordt. De delen zijn alle opgezet in een ABA-opzet.
Nicolai Malko gaf leiding aan het Deens Radio Symfonieorkest in de première van dit werk op 21 november 1935. Die maakte weer het nodige los, zo bleek uit recensies van Ekstra Bladet en Dagens Nyheder. De ene helft vond het niets, de andere applaudisseerde. Een succes werd het nooit, want net als de eerste en tweede symfonie belandde het manuscript op de plank. Pas in 2011 zou een eerste plaatopname gemaakt worden, in een project betreffende al Riisagers orkestmuziek.